# Thinking About You (chanson de Norah Jones)
Pour les articles homonymes, voir Thinking About You.
Singles de Norah Jones
Here We Go Again
(2005) Not Too Late
(2007)
Thinking About You est une chanson de la chanteuse américaine Norah Jones, parue sur son troisième album Not Too Late. Elle est sortie le 5 décembre 2006 comme premier single de l'album. Il s'agit de la première chanson de la chanteuse à entrer dans le Billboard Hot 100 depuis Don't Know Why en 2002.

## Liste des titres
| 1. | Thinking About You | 3:17 |
| 2. | 2 Men              | 2:30 |
| 3. | Wish I Could       | 4:18 |

## Crédits
Les crédits sont adaptés des notes du CD single.
- Norah Jones – chant, écriture, piano
- Ilhan Ersahin – écriture
- Jesse Haris – guitare
- Tony Mason – batterie (piste 3)
- Lee Alexander – basse, production

## Classements
| Classement (2006–07)                 | Meilleure position |
| ------------------------------------ | ------------------ |
| Allemagne (GfK Entertainment)        | 65                 |
| Autriche (Ö3 Austria Top 40)         | 49                 |
| Canada (Adult Contemporary)          | 24                 |
| Belgique (Flandre Ultratip 100)      | 9                  |
| Belgique (Wallonie Ultratip 50)      | 8                  |
| Espagne (PROMUSICAE)                 | 9                  |
| États-Unis (Hot 100)                 | 82                 |
| États-Unis (Adult Alternative Songs) | 1                  |
| États-Unis (Smooth Jazz Songs)       | 7                  |
| Italie (FIMI)                        | 5                  |
| Pays-Bas (Single Top 100)            | 11                 |
| Suisse (Schweizer Hitparade)         | 35                 |

| Classement (2007)              | Position |
| ------------------------------ | -------- |
| États-Unis (Smooth Jazz Songs) | 42       |